# Hubertus van de Moosdijk
Hubertus van de Moosdijk ( Eindhoven, 3 mei 1746 - aldaar, 4 februari 1827 ) is een voormalig burgemeester van Eindhoven. 
Van de Moosdijk werd geboren als zoon van Daniel van de Moosdijk en Maria Catharina van der Heijden. Hij was fabrikant in laken en burgemeester van Eindhoven in 1783 en 1784. In 1786 was hij lid van het Eindhovens Patriotistisch Genootschap 'de Vaderlandsche Sociëteit Concordia’, in 1795 was hij raad van Eindhoven. In die tijd had Eindhoven steeds twee burgemeesters, die voor een jaar werden benoemd.
Hij trouwde te Woensel op 10 mei 1772 met Deliana (Egidia Joanna) Donckers, dochter van Arnoldus Sebastianus Donckers en Dijmpna Teresia van Baer, gedoopt te Woensel op 15 november 1747, begraven in Eindhoven op 15 april 1786. 